# Spodoptera connexa
Spodoptera connexa är en fjärilsart som beskrevs av Alfred Ernest Wileman 1914. Spodoptera connexa ingår i släktet Spodoptera och familjen nattflyn. Inga underarter finns listade i Catalogue of Life.